# Achicourt
Achicourt là một xã trong vùng Hauts-de-France, thuộc tỉnh Pas-de-Calais, quận Arras, tổng Arras-Sud. Tọa độ địa lý của xã là 50° 16' vĩ độ bắc, 2° 45' kinh độ đông. Achicourt nằm trên độ cao trung bình là 72 mét trên mực nước biển, có điểm thấp nhất là 60 mét và điểm cao nhất là 101 mét. Xã có diện tích 5,94 km², dân số vào thời điểm 1999 là 7695 người; mật độ dân số là 1295 người/km².

## Thông tin nhân khẩu
| 1962  | 1968  | 1975  | 1982  | 1990  | 1999  |
| ----- | ----- | ----- | ----- | ----- | ----- |
| 5.186 | 5.188 | 7.433 | 7.795 | 7.959 | 7.695 |

## Các thành phố kết nghĩa
- Idar-Oberstein, Đức